# Bryum alpiniforme
Bryum alpiniforme är en bladmossart som beskrevs av Kindberg in Macoun 1892. Bryum alpiniforme ingår i släktet bryummossor, och familjen Bryaceae. Inga underarter finns listade i Catalogue of Life.